# جون مائدا
جون مائدا (انگلیسی: Jun Maeda؛ زادهٔ ۳ ژانویهٔ ۱۹۷۵) فیلم‌نامه‌نویس، آهنگساز، نویسنده، ترانه‌سرا و کارآفرین اهل ژاپن است، که در سال ۱۹۹۸ شرکت کی را تأسیس کرد.